# Viktor Amadeus I av Savojen
Viktor Amadeus I av Savojen, född 1587, död 1637, var regerande hertig av Savojen från 1630 till 1637.

## Familj
Viktor Amadeus var andre son till Karl Emanuel I av Savojen och Margareta av Frankrike.
Han ingick äktenskap 1619 med Christine av Frankrike, dotter till Henrik IV av Frankrike och Maria av Medici.